# Vojtěch Kraus
Vojtěch Kraus (19. června 1944 Praha – 27. září 2022) byl český malíř a středoškolský pedagog.
Od 70. let 20. století se zabýval malbou a grafikou v realistickém pojetí. Do roku 2000 vytvářel ex libris. V malbě pracoval olejem a akvarelem, grafiky vytváří suchou jehlou v kombinaci s mezzotintou. Jeho výtvarným vyznáním byla expresivní realistická krajina a zátiší. V jeho dílech lze často vidět kopce a řeku kolem Kadaně. Oblíbil si i veduty města s františkánským klášterem a hradem. V grafice používal techniku suché jehly a hledal podobné náměty jako v malířské tvorbě.

## Život
Vojtěch Kraus se narodil v roce 1944 v Praze. Ve věku dvou let se s rodiči přestěhoval do Kadaně. S Kadaní následně spojil svůj osobní i profesní život a do roku 2004 vyučoval výtvarnou výchovu a český jazyk na místním gymnáziu. Podle jeho vlastních slov ho významně ovlivnil jeden z jeho učitelů, malíř Josef Kokeš. Řeka Ohře, Doupovské hory, zámek a park v Klášterci nad Ohří, Chomutov nebo také České středohoří se staly náměty jeho obrazů a grafik. Po studiu na Univerzitě Palackého se v roce 1966 vrátil do Kadaně. Vojtěch Kraus patřil ke generaci umělců, která významně ovlivnila tvorbu poválečného umění na Kadaňsku (zahrnuje jména Vladimír Valeš, Herbert Kisza, František Vlček, Pavel Wolf a Jitka Gavendová).

## Dílo
Krausovy malby z let 1966–1978 jsou zasaženy vlnou postimpresionismu, pro kterou je typická tvarová a barevná strohost. Impresionismus představuje např. obraz Melancholici, v němž se nachází barevná střídmost, kultivovanost a kompoziční vyvážení. Následně se Kraus vydal jiným směrem, a to k přírodě, krajinomalbě a zátiší. Hlavním tématem se mu stala stolová hora Úhošť, kopce, remízky, pole, aleje. Maloval krajinu Kadaňska ve všech ročních obdobích. Těmito místy jsou např. Želina, Perštejn, Kadaňská Jeseň, františkánský klášter, Úhošťany. Úmyslně se vyhýbal elektrárnám a sloupům vysokého napětí a snažil se je v malbách ignorovat.
V grafice používal zejména techniku suché jehly. Mimo krajinu Kadaňska se věnoval i koním a cikánským muzikantům. Vystavoval na několika místech České republiky. 
Na posledních výstavách se objevil návrat k zátiší jako klasickému seskupení obyčejných věcí na stole. Nové autorské téma našel v průhledech do setmělých interiérů kostelů.